# Piedra rúnica de Lund 1
La piedra rúnica Lund 1, designada como DR 314 en el catálogo de Rundata, es una piedra rúnica conmemorativa de la Era Vikinga que originalmente se encontraba en los terrenos de la Iglesia de Todos los Santos en Lund, Escania, Suecia.

## Descripción
La piedra rúnica Lund 1 es un pilar de granito de casi cuatro metros de altura con inscripciones talladas en sus cuatro lados. Hay inscripciones rúnicas talladas en los lados A y B de la piedra, imágenes de dos animales identificados como lobos y una máscara de hombre en el lado C, y la máscara de un rostro de león en el lado D. Las inscripciones rúnicas se clasifican como pertenecientes al estilo rúnico RAK, que es la clasificación de las inscripciones más antiguas. Esta es la clasificación de estilo rúnico de inscripciones en la que los extremos de las bandas de texto son rectos y no hay cabezas de serpiente ni animales adjuntos. La inscripción, que tiene un número de catálogo danés Rundata porque Escania formaba parte de la histórica Dinamarca durante la Era Vikinga, está fechada como tallada después de las Piedras de Jelling de Dinamarca.
Los dos lobos en la piedra del lado C aparentemente están armados con un escudo y una espada atados a sus cuerpos. La representación de los lobos muestra una melena y orejas puntiagudas similares a las del lobo en la inscripción DR 284 del Monumento de Hunnestad y en el DR 271 en Tullstorp. La máscara de hombre entre los dos lobos es similar a las representadas en otras dos piedras rúnicas en Escania, las inscripciones DR 258 en Bösarp y DR 335 en Västra Strö. La máscara de rostro de león en el lado D es similar a la representada en la inscripción DR 66 de Dinamarca, que también se conoce como la piedra de imagen Århus 4 o la Piedra de la Máscara. Otras inscripciones con máscaras faciales incluyen DR 62 en Sjelle, DR 81 en Skern, la ahora perdida DR 286 en Hunnestad, Vg 106 en Lassegården, Sö 86 en Åby ägor, Sö 112 en Kolunda, Sö 167 en Landshammar, Sö 367 en Släbro, Nä 34 en Nästa, U 508 en Gillberga, U 670 en Rölunda, U 678 en Skokloster, U 824 en Örsundsbro, U 1034 en Tensta y U 1150 en Björklinge, y en la Piedra de Sjellebro.
El texto rúnico indica que la piedra es un memorial erigido por un hombre llamado Þorgísl en memoria de sus dos hermanos, Ólafr y Óttarr. El texto se refiere a "piedras" que fueron erigidas, por lo que el memorial original consistía en al menos una piedra adicional erigida. Ólafr y Óttarr son descritos como landmennr góða, es decir, "buenos propietarios de tierras". Una frase similar en nórdico antiguo que elogia al difunto, landmanna beztr, que significa "el mejor de los propietarios de tierras", está presente en las inscripciones en las piedras rúnicas conmemorativas Sö 338 en Turinge y DR 133 en Skivum, Dinamarca. Landmennr a veces se traduce como "hombres de tierra". Algunos creen que el término "hombres de tierra" se refiere a un título que es algo más alto que un simple agricultor libre, como un granjero rico o un hacendado, aunque existe controversia al respecto.

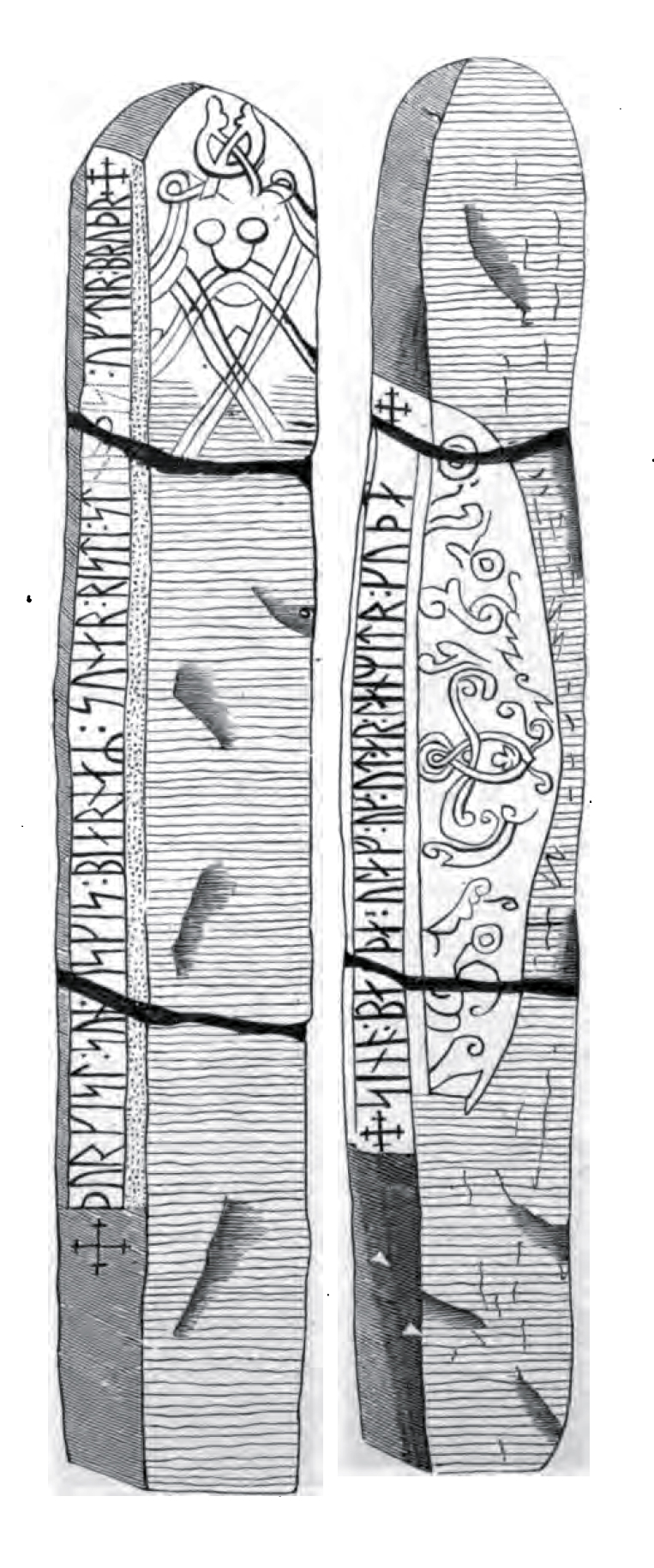
Dibujo de la piedra rúnica publicado en 1878.

El nombre del padre del patrocinador de las piedras, Ásgeirr Bjôrn, tiene varios elementos de nombre que eran comunes en esa época en Escandinavia. Ásgeirr significa "Lanza Divina" y contiene un elemento de nombre que se refiere a los Æsir, los dioses nórdicos, mientras que Bjôrn significa "Oso." Þorgísl también contiene el nombre de un dios como elemento y significa "Rehén de Thor".
La piedra rúnica Lund 1 fue descubierta en las ruinas de un monasterio en 1682, donde aparentemente se había reutilizado como material en la construcción de ese edificio. Antes de que se entendiera la importancia histórica de las piedras rúnicas, a menudo se utilizaban como materiales en la construcción de carreteras, puentes y edificios. La piedra se encontraba rota en dos lugares, pero en 1868 fue reparada y erigida en el Lundagård. Desde 1957, la piedra rúnica se encuentra en el vestíbulo de la biblioteca de la Universidad de Lund. Localmente, la piedra rúnica se conoce como el Lundastenen ("la Piedra de Lund") o el Lundagårdsstenen ("la Piedra de Lundagård").

## Inscripción

### Transliteración de las runas en caracteres latinos
§A + þu(r)[kisl ÷ sun ÷ i]sgis ÷ biarnaʀ ÷ sunaʀ ÷ risþi ÷ sti[no ÷ þisi] ÷ (u)(f)tiʀ ÷ bruþr +
§B + sino ÷ baþa ÷ ulaf ÷ uk ÷ utar ÷ lanmitr ÷ kuþa +

### Transcripción en nórdico antiguo
§A Þorgísl, sonr Ásgeirs Bjarnar sonar, reisti steina þessa eptir brœðr
§B sína báða, Ólaf ok Óttar, landmennr góða.

### Traducción al castellano
§A Þorgísl, hijo de Ásgeirr, hijo de Bjôrn, erigió estas piedras en memoria de sus dos hermanos,
§B Ólafr y Óttarr, buenos propietarios de tierras.